# Klassieren (Sprache)
Klassieren bzw. Klassierung ist ein Wort, das vor allem im deutschsprachigen Teil von Belgien, in Luxemburg und in der Schweiz verwendet wird.
Im Deutschen hat klassieren nach Duden die Bedeutung:
- nach bestimmten Merkmalen einer Klasse zuordnen,
- körniges Gut nach Korngröße zerlegen,
- sich platzieren (in Belgien, Luxemburg und der Schweiz auch im Sinne von Platzierung, Rangierung[1][2]).

Beispiel: Luxemburg klassiert sich bei Gender Equality in der Politik nur knapp vor Saudi-Arabien oder: Unter den EU-Staaten klassiert sich Luxemburg auf den 9. Platz der wettbewerbsfähigsten Volkswirtschaften.

## Weitere Wortbedeutung in Luxemburg
Die Wortverwendung erfolgt durchwegs in den luxemburgischen (deutschsprachigen) Medien, seltener in der Alltagssprache und in Anlehnung an das franz.: classer im Sinne von: in Klassen einteilen, ordnen. Klassieren bedeutet im Zusammenhang mit dem Denkmalschutz (z. B. Monument national), auch die Tätigkeit der Unterschutzstellung an sich.
Beispiele:
- Klassieren ist die Einstufung und Aufnahme z. B. eines Objektes oder eines Gebäudes als nationales Monument.[9]
- Klassierungspläne sind Pläne zur Unterschutzstellung von bedeutenden Objekten oder Gebäuden in Luxemburg.
- Die Klassierungsprozedur ist die geordnete Vorgangsweise des Denkmalschutzamts, das bei jedem Akte die notwendigen Recherchen macht und interne Prozeduren befolgt. Dazu gehört auch der Dialog mit den betroffenen Eigentümern[10] und unter anderem eine Objekt- bzw. Hausbesichtigung. Bei der Klassierungsprozedur wird z. B. auch beurteilt, ob das Objekt bzw. Gebäude im Hinblick auf die Authentizität, Seltenheitswert, Bautypus, Ortslage, Charakteristisch für ihre Entstehungszeit, Militärgeschichte, Orts und Heimatgeschichte, Entwicklungsgeschichte für Luxemburg relevant bzw. einzigartig ist und einen besonderen Schutzstatus benötigt.
- Die Klassierungsanfrage behandelt die Anfrage, ein bestimmtes Objekt in die Liste der als nationales Denkmal eingestuften Objekte und Gebäude aufzunehmen (zu klassieren).
- Ein klassiertes Grundstück ist ein für einen bestimmten Zweck gewidmetes Grundstück.[11]